# Шалговце
Шалговце (слч. Šalgovce) насељено је мјесто са административним статусом сеоске општине (слч. obec) у округу Топољчани, у Њитранском крају, Словачка Република.

## Становништво
| Година:    | 1994. | 2004.   | 2014.   | 2024.   |
| ---------- | ----- | ------- | ------- | ------- |
| Број људи: | 515   | 514     | 516     | 470     |
| Разлика:   |       | -0,19 % | +0,38 % | -8,91 % |

| Година:    | 2023. | 2024.   |
| ---------- | ----- | ------- |
| Број људи: | 483   | 470     |
| Разлика:   |       | -2,69 % |

Према подацима о броју становника из 2011. године насеље је имало 502 становника.